# Рампина (Мантова)
Рампина је насеље у Италији у округу Мантова, региону Ломбардија.
Према процени из 2011. у насељу је живело 80 становника. Насеље се налази на надморској висини од 28 м.